# Лючин
Лю́чин — село в Україні, в Рівненському районі Рівненської області. Населення становить 460 осіб.

## Географія
Селом тече річка Безіменна.

## Історія
У 1577 році Лючин був селом острозьких землевласників, які платили від нього за 6 дим. на півдворищах, 6 дим. на чверті дворища, 3 городи, а в 1583 році каштелян острозький платив з 8 дим., 1 город., 5 підсуд. і одного дорічного колеса. Село здавна було поділене між острозькими плебаном та п'ятницьким священиком.
Наприкінці 19 століття було там 75 домів, 387 жителів, дерев'яна церква 1877 року.
У 1906 році село Кунівської волості Острозького повіту Волинської губернії. Відстань від повітового міста 5 верст, від волості 10. Дворів 89, мешканців 432.
З 2020 року у складі Острозької міської громади, до 2020 року у складі Новомалинської сільської ради

## Відомі уродженці
- Кірик Микола Дмитрович (1949—2014) — український лісівник, доктор технічних наук, професор, завідувач кафедри деревообробного обладнання та інструментів Національного лісотехнічного університету України, академік Лісівничої академії наук України (ЛАНУ)[2].